# Ampulex longiabdominalis
Ampulex longiabdominalis är en  stekelart som beskrevs av Wu och Chou 1985. Ampulex longiabdominalis ingår i släktet Ampulex och familjen Ampulicidae. Inga underarter finns listade i Catalogue of Life.